# Lotfi Ben Jeddou
Pour les articles homonymes, voir Jeddou.
Lotfi Ben Jeddou (arabe : لطفي بن جدو), né le 31 juillet 1964 à Sbeïtla, est un magistrat tunisien, procureur de la République et juge d'instruction à Kasserine, avant de devenir ministre de l'Intérieur dans les gouvernements Larayedh et Jomaa.

## Carrière professionnelle
Diplômé de l'Institut supérieur de la magistrature et titulaire d'une licence en droit, Ben Jeddou jouit d'une certaine notoriété à Kasserine, où il devient procureur général au tribunal de première instance en 2011 ; il y a enquêté sur les quatre journées qui ont ensanglanté Kasserine et Thala, du 8 au 12 janvier 2011, où 21 personnes ont été tuées et 400 gravement blessées. Il a entendu 1 500 témoins, blessés, médecins, ambulanciers, policiers et délivré quinze mandats d'arrêt dont cinq contre le ministre de l'Intérieur de l'époque, Rafik Belhaj Kacem, le directeur général de la sûreté et trois généraux. Les jeunes de Kasserine finissent même par lui proposer de devenir président de la République.

## Ministre de l'Intérieur
À la suite de l'échec de la formation par Hamadi Jebali d'un nouveau gouvernement de technocrates après l'assassinat de Chokri Belaïd, Ali Larayedh est chargé d'en former un nouveau. Lofti Ben Jeddou est officiellement nommé ministre de l'Intérieur dans la soirée du 8 mars 2013, après l'annonce de la liste définitive des membres du gouvernement au palais présidentiel de Carthage. Il est investi le 13 mars, succédant à Larayedh lui-même, devenu chef du gouvernement.
Il s'engage à lutter contre l'extrémisme, en faisant la priorité de son action et soulignant que cette lutte viserait également à faire face à la menace sécuritaire, à poursuivre les groupes armés et à saisir les armes en circulation.
Il accorde, le 12 mars 2013, une interview à une chaîne de télévision islamiste proche d'Ennahdha, Al Moutawasset, malgré le conseil donné par Larayedh à ses ministres de ne pas faire de déclaration aux médias.
Lors d'une audition à l'assemblée constituante, il déclare le 26 mars que son ministère a commencé à mettre en place des cellules de crise pour le suivi des crimes terroristes (menaces au niveau des frontières, embrigadement par des groupes salafistes de jeunes pour le djihad en Syrie, etc.). Il propose aussi la promulgation d'une loi protégeant les membres des forces de l'ordre dans l'exercice de leurs fonctions, leur permettant de bénéficier d'une indemnisation en cas d'accident de travail, dans le but de leur garantir davantage de droits.
À la suite de l'annonce par le site Nawaat de l'existence d'un réseau sécuritaire parallèle à l'aéroport international de Tunis-Carthage, lié à Ennahdha, Ben Jeddou décide l'ouverture d'une enquête.
De janvier 2014 à février 2015, il est assisté d'un ministre délégué à la Sécurité nationale, Ridha Sfar, et d'un secrétaire d'État aux Collectivités locales et à l'Administration régionale, Abderrazak Ben Khelifa. Le 12 février 2015, lors d'une cérémonie organisée au palais de Carthage, il reçoit de la main du président de la République tunisienne les insignes de commandeur de l'Ordre de la République tunisienne.

## Vie privée
Il est marié et père de deux filles.